# EVOL (artiste)
 (octobre 2022).
Si vous disposez d'ouvrages ou d'articles de référence ou si vous connaissez des sites web de qualité traitant du thème abordé ici, merci de compléter l'article en donnant les références utiles à sa vérifiabilité et en les liant à la section « Notes et références ».
Pour les articles homonymes, voir Evol.
EVOL, né en 1972 à Heilbronn, est un artiste allemand de street art, résidant et travaillant à Berlin.
Il travaille au pochoir et la bombe de peinture aérosol. Son art consiste à détourner des surfaces ou volumes urbains usés, tels que des poubelles, des enseignes lumineuses, des boîtiers électriques ou des jardinières en béton, en les transformant en barres d'immeubles miniatures. Il crée également des bâtiments miniatures à base de carton, allant jusqu'à bâtir une ville entière de près de 80 mètres carrés, qu'il expose ensuite dans des différentes galeries à travers le monde.
Il reçoit en 2010 le prix Arte/Slick,.

## Biographie
Il a étudié le design au Kuopio Academy of Arts and Crafts en Finlande en 2000 ainsi qu'à la HfG Schwäbisch Gmünden Allemagne en 2001. Plus connu pour ses travaux au pochoir, intervenant directement sur l'espace urbain, il transforme boitiers électriques, blocs, boites aux lettres etc. pour les intégrer au paysage citadin. Ces formes cubiques ou surface plane se voient transformées en façades d'immeubles.

## Expositions

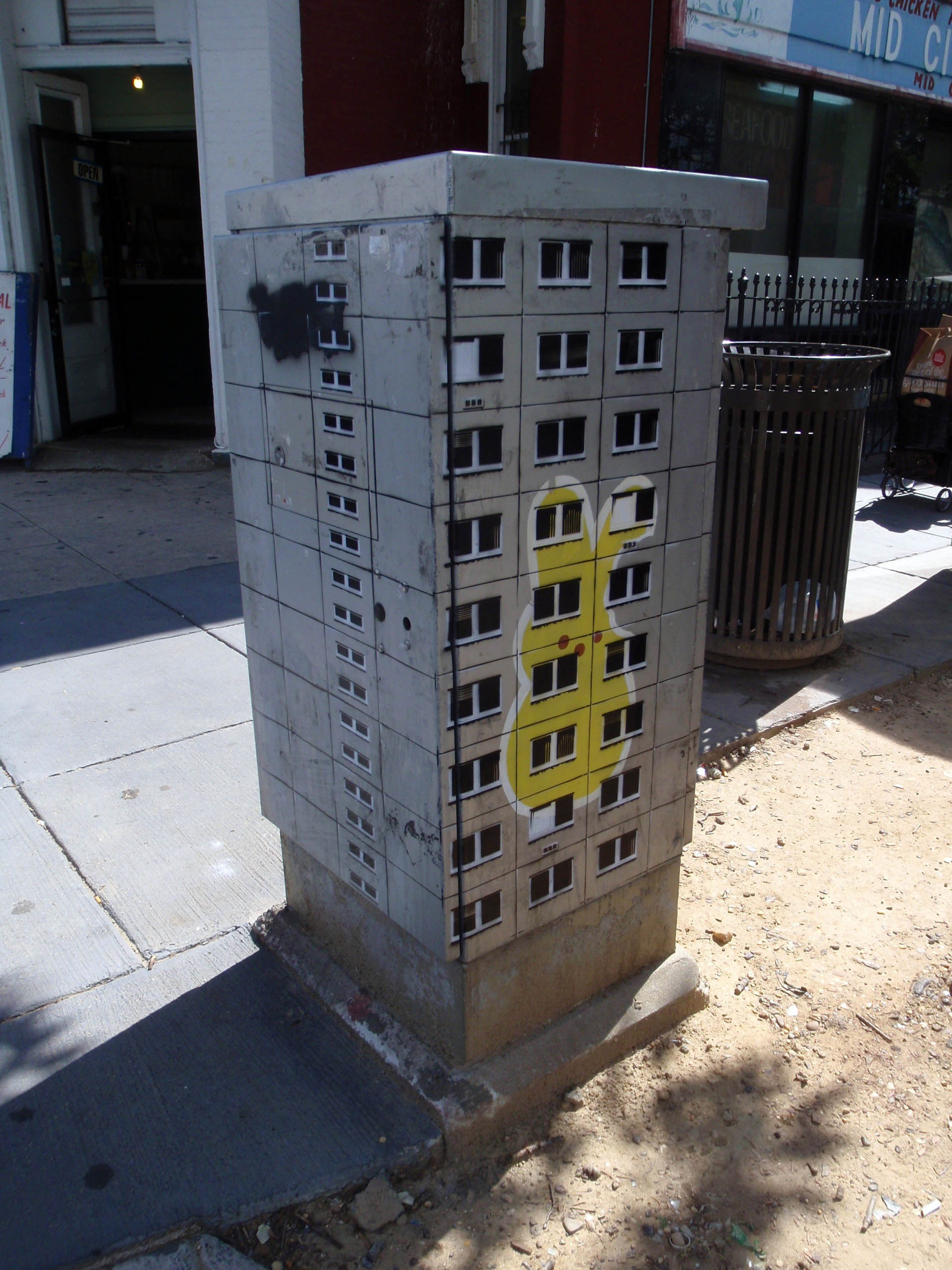
Détournement d'un boîtier électrique public en immeuble miniature par EVOL

### Expositions personnelles
- 2009 : EVOL-New Work, WILDE Gallery, Berlin, Allemagne
- 2010 : EVOL, Galerie Bodson-Emelinckx, Bruxelles, Belgique
- 2010 : Breakable Products, Galerie Brötzinger Art, Pforzheim, Allemagne
- 2010 : Balancy, Pavillon de l'Allemagne, Exposition universelle de 2010, Shanghai, Chine
- 2011 : VOLTA NY, presented by WILDE Gallery, New York, USA
- 2012 : EVOL, Galerie Bodson-Emelinckx, Brussels, Belgium             Repeat Offender, Jonathan LeVine Gallery, New York, USA
- 2015 : Unreal Estate, Jonathan LeVine gallery, New York, USA  Homework, Aedes Architecture Forum, Berlin, Germany

### Expositions collectives
- 2004 Urban Act 1_Studio 14_Rome_Italie
- 2004 Ekstreetart battle_De Punct_Tilburg_Pays Bas
- 2004 Sneakers_CBK_Rotterdam_Pays Bas
- 2004 Urban Acts_Studio 14_Rome_Italie
- 2005 Ct'ink_Ronin Gallery_Nünberg_Allemagne
- 2005 A world of influence_Urbis Artrium Gallery_San Francisco_Etats Unis
- 2006 Secret Showroom_Cologne_Berlin_Barcelone
- 2006 Absolute Search_Roterdam_Pays Bas
- 2006 From where I stand_Irlande
- 2007 Ct'ink_Allemagne
- 2008 CTINK, EVOL & PISA73_Basementizid_Heilbronn_Allemagne
- 2008 (13 aout): Participe au MUR à Oberkampf, Paris (exposition à la galerie Itinérance, Paris 13e)[5]
- 2008 OFF THE WALL-From Vandalism to Urban Art_WILDE Gallery_Berlin_Allemagne
- 2008 Waldem im U.F.O_Galerie Walden_Berlin_Allemagne
- 2009 ARTotale_Leuphana Urban Art Project_Lueneburg_Allemagne
- 2009 Ostrale_Zentrum für zeitgenössiche Kunst_Dresden_Allemagne
- 2009 Street/Studio_Irvine Contemporary_Washington DC_Etats Unis
- 2009 Berliner Unkraut_111 Minna Gallery_San Francisco_Etats Unis
- 2009 Papertrail_Judi Rotenberg Gallery_Boston_Etats Unis
- 2009 Scope_Miami_Présenté par WILDE Gallery_Miami_Etats Unis
- 2009 Preview_Berlin_Présenté par WILDE Gallery_Berlin_Allemagne
- 2010 Public Viewing: Recent photographs by EVOL and JUST_WILDE Gallery_Berlin_Allemagne
- 2010 Lissone Prize _Museum of Contemporary Art_Lissone_Italie
- 2010 Re-Imagining Architecture. Between Fact and Fiction_AedesLand_Berlin_Allemagne
- 2010 NUART Street Art Festival_Stavanger_Norvège
- 2010 Summer Invitational_New York_Etats Unis
- 2010 Constructed Spaces_Gist Galerie_Amsterdam_Pays Bas
- 2010 Art Chicago_présentée par WILDE Gallery_Chicago_Etats Unis
- 2010 Scope New York_présentée par WILDE Gallery_New York_Etats Unis
- 2011 Moscow Biennal_Russie
- 2011 Museum Weltkulturerbe Völkinger Hütte_ Saarbrücken_Allemagne
- 2011 Diocesan Museum of Milan_Italie